# Fisioterapista
Il fisioterapista (Dottore in Fisioterapia) è il professionista sanitario laureato in fisioterapia che elabora e attua gli interventi diretti alla prevenzione, alla valutazione funzionale (o diagnosi funzionale), alla cura e alla riabilitazione delle patologie o disfunzioni nelle aree della motricità, delle funzioni corticali superiori e di quelle viscerali.

## Descrizione
Secondo profilo professionale, codice deontologico, ordinamento didattico e leggi integrative, il fisioterapista si occupa della prevenzione, diagnosi funzionale, cura e riabilitazione dei disturbi conseguenti a eventi patologici di varia natura, congeniti o acquisiti, e l'attività può essere svolta autonomamente o in collaborazione con altre figure sanitarie.
Il fisioterapista, nell'ambito delle proprie competenze:
- valuta e individua il bisogno di salute del paziente, se necessario lavorando anche in équipe multidisciplinare;
- pratica autonomamente, con responsabilità e titolarità, attività terapeutica per la rieducazione funzionale delle disabilità motorie, psicomotorie e cognitive, utilizzando terapie fisiche, manuali e occupazionali;
- propone l'adozione di ausili, addestra il paziente al loro uso e ne verifica l'efficacia;
- verifica le rispondenze della metodologia riabilitativa attuata agli obiettivi di recupero funzionale.

Il fisioterapista svolge la sua attività di studio, didattica e consulenza professionale, nei servizi sanitari e in quelli dove si richiedono le sue competenze professionali; attraverso la formazione complementare, integra la formazione di base nel corso della sua carriera professionale.
L'attività professionale viene svolta in strutture sanitarie, pubbliche o private come anche le farmacie, in regime di dipendenza o come libero professionista.
La World Confederation for Physical Therapy (WCPT) è l'organizzazione internazionale che rappresenta i fisioterapisti nel mondo, promuovendo l'attività professionale. La WCPT è membro della WHPA (alleanza mondiale delle professioni sanitarie) insieme alle altre organizzazioni che rappresentano i fisioterapisti, gli infermieri, i medici e i dentisti.
L'8 settembre è la giornata mondiale della fisioterapia.

## Formazione
La formazione del fisioterapista nei Paesi più avanzati è esclusivamente di tipo accademico e prevede un percorso universitario analogo per arrivare all'esercizio professionale.

### Europa
In Europa è previsto un percorso accademico di base di 3, 4 o 5 anni, escludendo specializzazioni e dottorati.
Le principali materie di studio in generale sono: anatomia descrittiva e funzionale, fisiologia dei sistemi muscolo-scheletrico, nervoso, respiratorio, cardio-circolatorio, urogenitale e viscerale; biochimica, biologia e biomeccanicaarticolare e muscolare; patologie di interesse fisioterapico; sviluppo motorio; chinesiologia; tecniche fisioterapiche; metodologia delle riabilitazioni e della ricerca; psicologia; neurologia, psichiatria; ortopedia, reumatologia, medicina interna, ecc. economia sanitaria e diritto amministrativo; medicina legale; organizzazione aziendale; statistica; inglese scientifico.

### Italia
In Italia, in ossequio del DM 22 ottobre 2004, n. 270, si acquisisce il titolo di dottore in fisioterapia superando un esame di Stato abilitante alla professione, contestualmente al conseguimento della Laurea in Fisioterapia. Il fisioterapista può poi conseguire la laurea magistrale in scienze riabilitative delle professioni sanitarie (laurea 3+2).
Il Decreto interministeriale Sanità e MIUR del 27/07/2000 ha previsto l'equipollenza al titolo di fisioterapista dei previgenti titoli di diploma universitario in fisioterapia, di diploma di scuola diretta a fini speciali e di svariate scuole per terapisti della riabilitazione a riconoscimento regionale, nonché dei previgenti titoli di massofisioterapisti di scuole a durata triennale.

### Stati Uniti d'America
Negli Stati Uniti d'America esiste il titolo di Physical Therapist (PT) che è il professionista autorizzato alla diagnosi e alla terapia della disabilità e di tutte le limitazioni funzionali conseguenti a una patologia. Il percorso di studi può essere ulteriormente completato con il titolo di Doctor of Physical Therapy. Molti fra i professionisti che praticano la fisioterapia sono in possesso di un master universitario in terapia fisica e alcuni di un Bachelor's degree (laurea di primo livello).

## Riferimenti legislativi italiani
- D.M. 741/94, profilo professionale del fisioterapista, su normativasanitaria.it. URL consultato il 20 febbraio 2011.
- Legge 26 febbraio 1999, n.42 Disposizioni in materia di professioni sanitarie, su normativasanitaria.it. URL consultato il 20 febbraio 2011.
- Legge 10 agosto 2000, n.251 Disciplina delle professioni sanitarie infermieristiche, tecniche, della riabilitazione, della prevenzione nonché della professione ostetrica, su normativasanitaria.it. URL consultato il 20 febbraio 2011.
- Legge 1 febbraio 2006, n.43 Disposizioni in materia di professioni sanitarie infermieristiche, ostetrica, riabilitative, tecnico-sanitarie e della prevenzione, su parlamento.it. URL consultato il 20 febbraio 2011.
- Corte di Cassazione. Il medico non può fare terapia riabilitativa. Essa spetta a chi detiene “specifico diploma universitario” - Quotidiano Sanità, su quotidianosanita.it. URL consultato il 18 febbraio 2021.